# Protohermes subnubilus
Protohermes subnubilus là một loài côn trùng trong họ Corydalidae thuộc bộ Megaloptera. Loài này được Kimmins miêu tả năm 1949.